# Amistad Universitaria
Amistad Universitaria (1956 - 1974) fue una asociación española de mujeres católicas universitarias. El grupo fundador fue Ángeles Galino de la Institución Teresiana y primera catedrática de la Universidad española, Consuelo Sanz Pastor y María Salas. Junto al Seminario de Estudios Sociológicos sobre la Mujer, según algunas investigadoras, marcan el inicio de la teología feminista en España.

## Trayectoria
Fue fundada el 29 de abril de 1956 después de dos años de reuniones preparatorias por Ángeles Galino, que asumió la presidencia de la asociación, Consuelo Sanz Pastor y María Salas. Tuvo su primera sede en la calle Velázquez 144 de Madrid y realizó muchos de sus actos culturales en el Museo Cerralbo dirigido por una de sus miembros, Consuelo Sanz Pastor.
El objetivo era dar continuidad, según palabras de Ángeles Galino a la "Liga Femenina de Orientación y Cultura" que Galino frecuentó en Madrid en los años 30.
Llegaron a alcanzar doscientas asociadas. Las asociadas eran exclusivamente mujeres aunque había conferenciantes varones. 
Fueron vicepresidentas Consuelo Sanz Pastor de Congregaciones Marianas que también llegó a presidir la asociación e Isabel Alama, de Acción Católica, vicepresidenta segunda.
Participaron en diferentes actividades Elena Catena, Mercedes de la Maza, María Jesús de la Fuente, María Dolores de Asís, Pilar Palomo, etc.

## Objetivos y acciones
La organización de católicas universitarias agrupaba profesoras universitarias y de otras profesiones interesadas en el debate y creación del pensamiento sobre cuestiones de actualidad, especialmente en la problemática de la mujer al tiempo que servía como foro y espacio para establecer vínculos de conocimiento y relación entre mujeres pertenecientes a distintas facultades, promover su presencia en la docencia superior y en la investigación, y contribuir a su inserción profesional en un momento en el que la presencia de las mujeres en la universidad española era escasa.
Se reunían con periodicidad mensual y trataban de convocar a todas las mujeres que destacaban en la vida pública por algún concepto. Tuvieron como invitadas a la jurista Mercedes Fórmica o la novelista Elena Quiroga. Las reuniones eran privadas. En ellas se hicieron lecturas de los libros de Simone de Beauvoir y de Betty Friedan.
La última reunión se celebró el 7 de mayo de 1974.